# Dactylopius opuntiae
Dactylopius opuntiae är en insektsart som först beskrevs av Cockerell 1896.  Dactylopius opuntiae ingår i släktet Dactylopius och familjen Dactylopiidae. Inga underarter finns listade i Catalogue of Life.